# 奥诺雷·特拉奥雷
奥诺雷·纳贝雷·特拉奥雷（法語：Honoré Nabéré Traoré，1957年9月28日—）是布基纳法索陆军将军。他在总统布莱斯·孔波雷被起义推翻后，于2014年10月31日至11月1日短暂担任布基纳法索国家元首。